# Solbosch
Solbosch (ortografiat și Solbos) era pe vremuri un sat aparținător comunei Ixelles, din Belgia. Actualmente este numele unui cartier.
În 1910 aici a avut loc Expoziția Internațională, ce a ars. Mai târziu, universitatea ULB a construit pe întreg teritoriul Solboschului campusul universitar.

## Diverse
Codul poștal: 1040.